# Bisoprolol
Le bisoprolol est une molécule de la classe des bêta-bloquants, utilisée pour traiter l'arythmie cardiaque, la tachycardie, l'angine de poitrine, etc.
Le bisoprolol (ainsi que les autres bêta-bloquants le métoprolol et le carvédilol) prolonge la survie de patients présentant une insuffisance cardiaque .
Il fait partie de la liste des médicaments essentiels de l'Organisation mondiale de la santé (liste mise à jour en avril 2013).